# Extinción masiva del Triásico-Jurásico

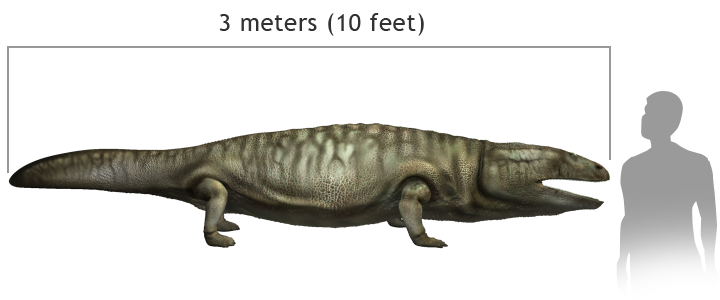
Anfibios gigantes como los Metoposaurus desaparecieron en esta extinción terminal.

La extinción masiva del Triásico-Jurásico fue la cuarta de las cinco extinciones masivas, que afectó profundamente la vida en la superficie y en los océanos de la Tierra. Desaparecieron cerca del 20 % de las familias biológicas marinas, los arcosaurios no dinosaurios ni crocodilomorfos (al menos, en parte), la mayoría de los terápsidos, los orthoceras y los últimos grandes anfibios. La liberación de tantos nichos ecológicos permitió que los dinosaurios asumieran el papel dominante durante el período Jurásico subsiguiente.
La hipótesis más verosímil considera que el evento pudo producirse por erupciones volcánicas masivas en la provincia magmática del Atlántico Central. Se ha propuesto el impacto de asteroide como posible causa de la crisis, pero las evidencias que apuntan a ese escenario son débiles. Otras teorías apuntan a cambios climáticos, cambios en el nivel del mar y anoxia.

## Paleogeografía y paleoclimatología

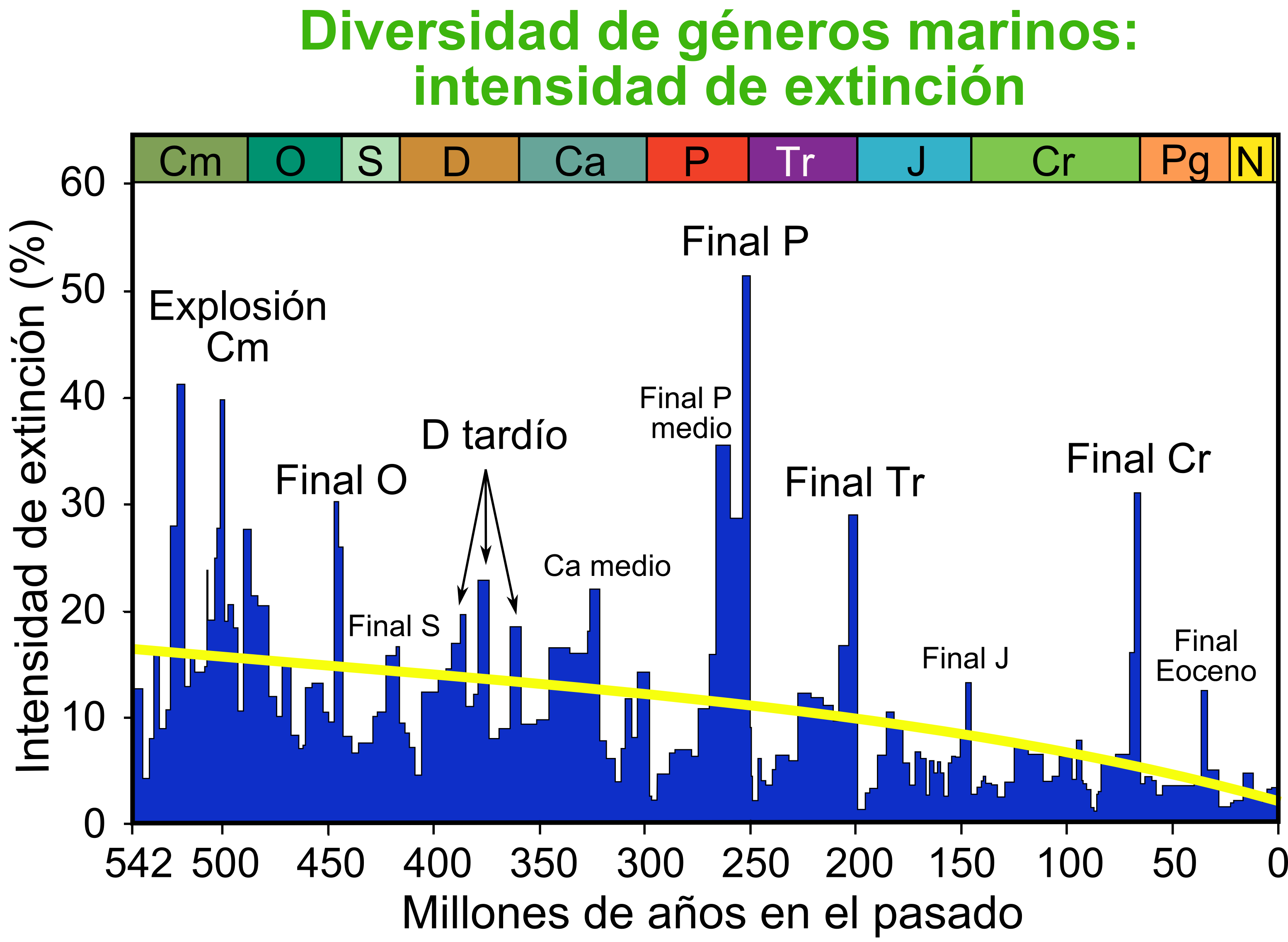
Intensidad de la extinciones a lo largo de la historia de la vida. La extinción del Triásico está representada por «Final Tr».

El supercontinente Pangea, que se formó en el Pérmico hace 270 Ma, y que a finales del Triásico se encontraba centrado en el ecuador, empezó a estirarse durante este período, desplazándose lo que hoy es América del Norte hacia el norte. A su vez, se empezó a formar la Provincia magmática del Atlántico Central, constituida por rocas máficas que formaban diques, láminas y traps. El aumento en extensión del océano Neo-Tetis provocó el estrechamiento del océano Paleo-Tetis, y empezó a abrirse el océano Atlántico que daría lugar a los continentes Laurasia y Gondwana.
En cuanto a la paleoclimatología, se estima que la diferencia latitudinal de temperaturas era inferior a la actual. Es probable que emisión de gases como el SO2 y el CO2, producto del vulcanismo asociado a la provincia magmática del Atlántico Central, provocaran un efecto invernadero, que a su vez descongelara el metano presente en el fondo de los océanos, lo que pudo producir un aumento aún mayor de las temperaturas. Estas hipótesis son coherentes con la inexistencia de evidencias de la presencia de glaciares en el Triásico superior. Las zonas interiores de Pangea estaban ocupadas por desiertos de gran extensión.

## Biota antes de la extinción

### Fauna continental

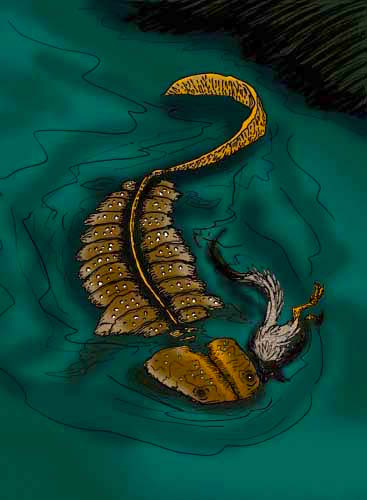
El gigantesco anfibio Koolasuchus consiguió sobrevivir a la extinción.

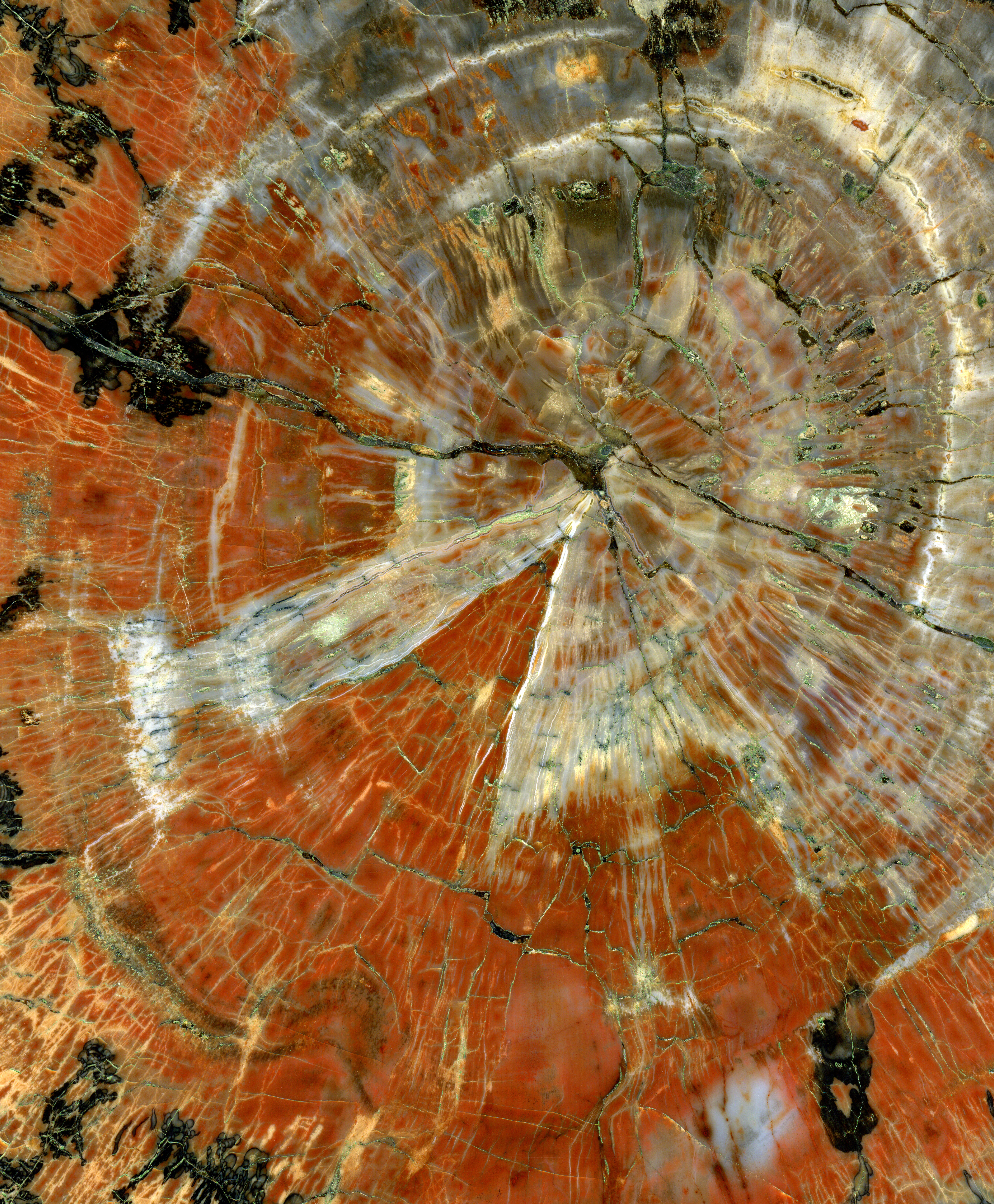
Tronco fósil de una conífera del Triásico superior.

Distintos reptiles y anfibios poblaban el continente durante el Triásico. Los temnospóndilos, que habían sobrevivido a la extinción masiva del Pérmico-Triásico, formaban parte de los ecosistemas acuáticos. También se ha documentado la presencia de lisanfibios, aunque su registro en el Triásico es muy escaso. En cuanto a los amniotas, los terápsidos sobrevivieron a la crisis del Pérmico, y se han documentado más de 60 especies de estos sinápsidos durante el Triásico. Aparecieron los primeros dinosaurios, que a finales del periodo ya poseían longitudes superiores a ocho metros, los pterosaurios y los cocodrilomorfos. En el Triásico medio aparecieron los primeros mamíferos, que eran organismos de pequeño tamaño.
También se ha documentado la presencia de distintos artrópodos terrestres: arácnidos, diplópodos, quilópodos, caelíferos y coleópteros.

### Vegetación
Durante el Triásico predominaban las pteridofitas, las cícadas y las coníferas. A pesar de la aridez los musgos sobrevivían en zonas cercanas a la costa. El género Dicroidium fue muy abundante durante este periodo, sobre todo en las masas continentales situadas más al sur. Si bien no se han encontrado restos fósiles de angiospermas de edad triásica, sí se han documentado pólenes del Triásico medio que podrían pertenecer a esta división.

### Organismos marinos
Los reptiles acuáticos predominantes eran los ictiosaurios, con morfologías más cercanas a las de los tetrápodos en el Triásico inferior. Los plesiosaurios no aparecieron hasta el Triásico superior, y su registro es menos abundante. También poblaban los océanos los notosauroideos y los placodontos. Los grupos de peces presentes en el periodo eran Ctenacanthoidea, Hybodontoidea, Neoselachii, Holocephali, Halecostomi, Semionotiformes, Pycnodontiformes, Halecomorphi, Teleostei, Actinistia, Dipnoi y otros taxones cuya clasificación no está clara. Los conodontos sobrevivieron a la extinción masiva del Pérmico-Triásico y habitaron los océanos durante buena parte del Triásico.

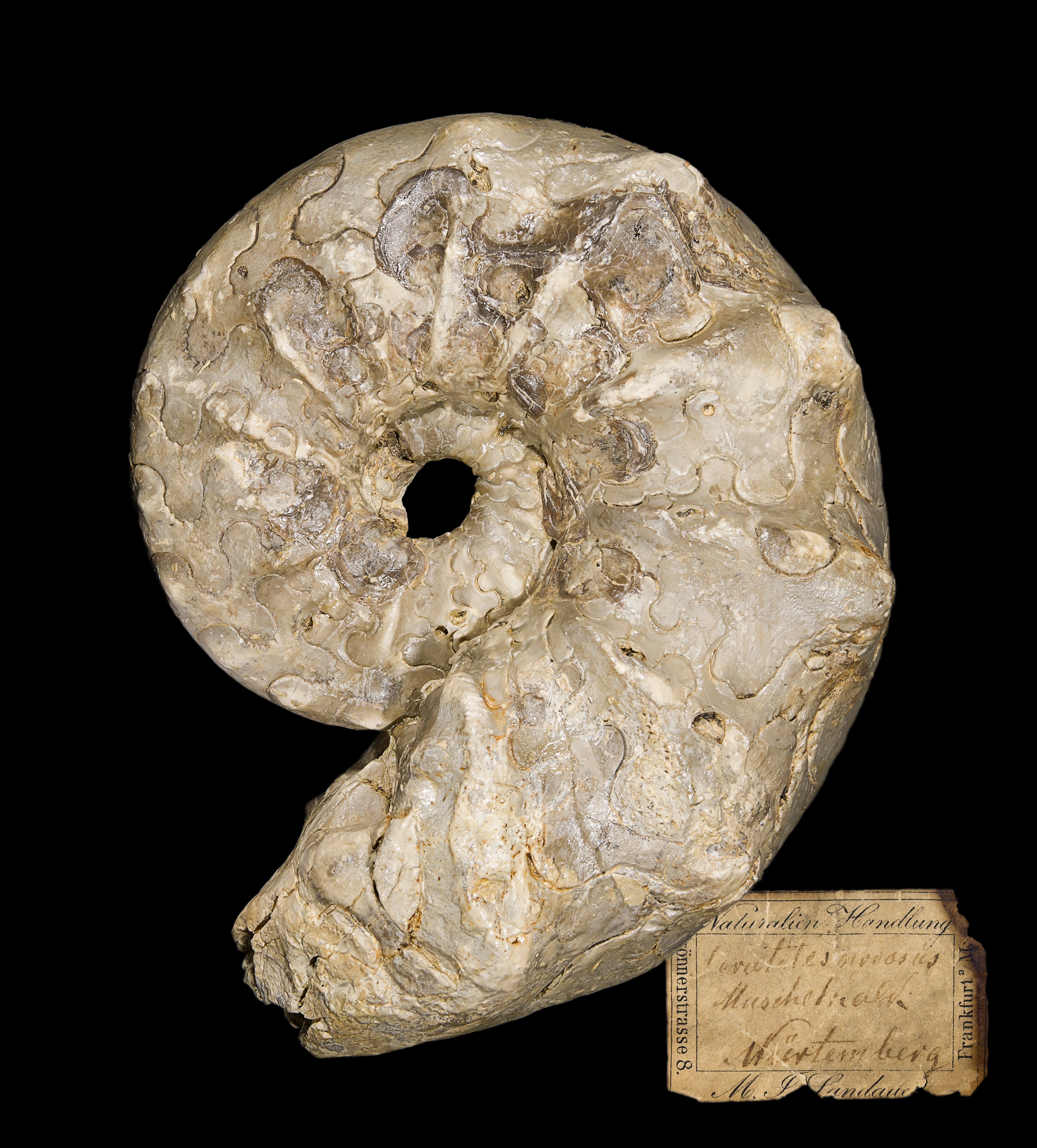
Ceratites nodosus, un ammonoideo del Triásico.

En cuanto a los invertebrados, en el Triásico aparecieron los primeros arrecifes de coral pertenecientes al orden Scleractinia, que vivían en simbiosis con algas. También lo hacen los cocolitofóridos y los dinoflagelados. Los braquiópodos estaban muy diversificados, al igual que los equinodermos después de recuperarse de la crisis biótica del Pérmico. El filo de invertebrados más exitoso de los océanos del Triásico fue Mollusca: los gasterópodos más abundantes eran los pertenecientes a los grupos Amberleyacea, Trochiina, Loxonematoidea y Pleurotomariina. Los bivalvos dominaron distintos ambientes de ese período, con un aumento progresivo del número de géneros de esta clase (en el 2001 eran 57 los géneros documentados en el Induense y 171 en el Carniense). Los ammonoideos tenían una distribución mundial y se encontraban muy diversificados, sobre todo los del orden Ceratitida.